# Comuna Mala Rublivka, Kotelva
Mala Rublivka (în ucraineană Мала Рублівка) este o comună în raionul Kotelva, regiunea Poltava, Ucraina, formată din satele Demeanivka, Lîhacivka, Mala Rublivka (reședința) și Mariine.

## Demografie
Componența lingvistică a comunei Mala Rublivka
     Ucraineană (97,81%)
     Rusă (2,05%)
Conform recensământului din 2001, majoritatea populației comunei Mala Rublivka era vorbitoare de ucraineană (97,81%), existând în minoritate și vorbitori de rusă (2,05%).